# Lista de unidades federativas do Brasil por anos de escolaridade

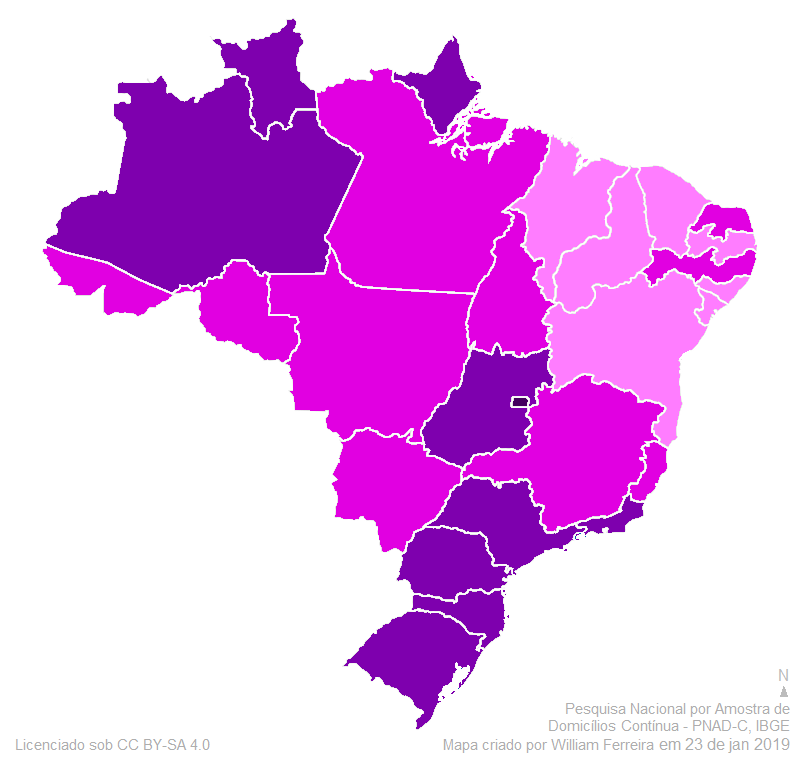
Número médio de anos de estudo no Brasil, por unidade federativa, de acordo com a PNAD-C, IBGE.
11.0 - 11.9 anos
10.0 - 10.9 anos
9.0 - 9.9 anos
8.0 - 8.9 anos

Esta é uma lista de unidades federativas do Brasil pelo número médio de anos de estudo, das pessoas de 15 anos ou mais de idade. Os dados mais atuais são da Pesquisa Nacional por Amostra de Domicílios Continua - PNAD-C, do IBGE, de 2019.
O número médio de anos de escolaridade (MYS) de uma população é a razão entre o somatório do número de anos de estudo completados pelas pessoas que tem 15 anos ou mais. Estes anos de educação recebidas é uma medida útil, porque permite uma análise do “estoque de capital humano” que uma população possui em um determinado momento.
O Brasil é uma república federativa formada pela união de 26 estados federados e do Distrito Federal. Segundo o IBGE, no ano de 2019 a média do Brasil era 9,8 anos. A média mundial é 8,7 anos. A unidade federativa com o maior número de anos de estudo é o Distrito Federal, cuja média é de 11,5 anos, seguida por São Paulo e Rio de Janeiro, ambas com 10,8 anos. As menores médias estão em Alagoas (8,1 anos), seguido do Piauí e Maranhão, ambos com 8,4 anos.

## Média de anos de escolaridade
| Posição | Unidade federativa  | Anos completos de estudo |
| ------- | ------------------- | ------------------------ |
| 1       | Distrito Federal    | 11,5                     |
| 2       | São Paulo           | 10,8                     |
| 3       | Rio de Janeiro      | 10,8                     |
| 4       | Roraima             | 10,5                     |
| 5       | Santa Catarina      | 10,1                     |
| 6       | Rio Grande do Sul   | 10,1                     |
| 7       | Amapá               | 10,1                     |
| 8       | Paraná              | 10,0                     |
| 9       | Amazonas            | 10,0                     |
| 10      | Goiás               | 10,0                     |
| 11      | Espírito Santo      | 9,8                      |
| 12      | Mato Grosso         | 9,8                      |
| 13      | Mato Grosso do Sul  | 9,8                      |
| 14      | Minas Gerais        | 9,5                      |
| 15      | Rondônia            | 9,3                      |
| 16      | Tocantins           | 9,2                      |
| 17      | Pernambuco          | 9,1                      |
| 18      | Acre                | 9,1                      |
| 19      | Pará                | 9,0                      |
| 20      | Rio Grande do Norte | 9,0                      |
| 21      | Ceará               | 8,8                      |
| 22      | Bahia               | 8,6                      |
| 23      | Sergipe             | 8,6                      |
| 24      | Paraíba             | 8,4                      |
| 25      | Maranhão            | 8,4                      |
| 26      | Piauí               | 8,3                      |
| 27      | Alagoas             | 8,1                      |
| -       | Brasil              | 9,8                      |

## Nota
Pelos critérios da UNESCO a média de anos de escolaridade (Mean years of schooling - MYS) é o número médio de anos completos de educação de uma população. A média mundial é de 8,7 anos. São consideradas anos esperados de escolaridade o número de anos que se espera que uma criança em idade de entrada na escola passe na escola ou universidade, incluindo anos gastos em repetência.